# 5701 Baltuck
5701 Baltuck (1929 VS) là một tiểu hành tinh vành đai chính được phát hiện ngày 16 tháng 10 năm 1929 bởi C. W. Tombaugh ở Đài thiên văn Lowell.